# Dongho-dong
Dongho-dong (koreanska: 동호동) är en stadsdel i staden Donghae i  provinsen Gangwon i den nordöstra delen av Sydkorea,  190 km öster om huvudstaden Seoul.